# Sequestro di Michele Mincuzzi
Il sequestro di Michele Mincuzzi, dirigente dell'Alfa Romeo, venne compiuto dalle Brigate Rosse giovedì 28 giugno 1973.

## Il sequestro

Il cartello firmato dalle Brigate Rosse.

Questa azione è inquadrabile nella campagna brigatista contro i dirigenti del gruppo Fiat e altre società del settore metalmeccanico, come Sit-Siemens e Magneti Marelli. Michele Mincuzzi, il cui nome era stato notato fra i documenti prelevati nella sede dell'UCID (Unione Cristiana Imprenditori Dirigenti legata alla destra democristiana) nel corso dell'irruzione di un comando brigatista venne sequestrato, interrogato in aperta campagna e processato per alcune ore il 28 giugno 1973.
Mincuzzi era responsabile nella direzione della produzione, esperto di questioni sindacali e specializzato in organizzazione del lavoro. Fu poi liberato nei pressi della fabbrica di Arese con un cartello appeso al collo, recante la scritta "Brigate Rosse - Mincuzzi Michele dirigente fascista dell'Alfa Romeo, processato dalle Brigate Rosse. Niente resterà impunito - Colpiscine uno per educarne cento - Tutto il potere al popolo armato - Per il comunismo". Come già avvenuto con il precedente sequestro Macchiarini, giorni dopo, le BR distribuirono una fotografia bianca e nera, ritraente il loro prigioniero con il cartello appeso.

## Le reazioni nella sinistra
L'Unità ne prese spunto per ipotizzare una connessione fra le Brigate Rosse i servizi segreti israeliani, ed anni dopo Alberto Franceschini, uno dei fondatori delle BR, si chiese se in questo modo Moretti avesse voluto segnalare agli israeliani di essere uno dei capi brigatisti. La connessione con servizi segreti israeliani fu sempre esclusa da Curcio, che viceversa nelle sue memorie rivendicò collegamenti con i gruppi armati palestinesi del tempo, guidati da George Habash e Nayef Hawatmeh; secondo Curcio l'insistenza nell'attribuire un ruolo a servizi segreti stranieri nelle azioni brigatiste è un escamotage per evitare di riconoscere le contraddizioni e le dinamiche della società italiana, riconducendo il tutto a cause esterne, denigrando l'immagine delle BR, in tal modo "una certa sinistra" avrebbe evitato di "riconoscere nella limpidezza dei nostri tratti ciò che essa aveva molto fabulato e mai osato".
Nell'immediato dopo il fatto le reazioni al sequestro furono varie, Mincuzzi venne intervistato da un giornalista del Corriere della Sera, che con una serie di domande cercò di fargli sostenere la tesi che il suo sequestro fosse stato un'azione di provocazione fascista, le reazioni delle forze della sinistra extra parlamentare si divisero tra chi silenziò il fatto, Avanguardia Operaia che liquidò la vicenda come provocazione e Potere Operaio che al contrario polemizzò con Il manifesto e Lotta Continua giudicandoli "allineati al vasto fronte della stampa borghese e riformista" sostenendo pienamente le BR.